# Besëlidhja Lezhë
KS Besëlidhja Lezhë is een Albanese voetbalclub uit Lezhë die is opgericht in 1930. In het seizoen 2006-07 promoveerde ze naar de Albanese eerste divisie, maar degradeerde in het seizoen 2007-08 terug naar de divisie. Sindsdien is de club wisselend actief op het tweede en derde niveau.
Groep A (noord): Adriatiku · Albanët · Basania · Besëlidhja · Gramshi · Luzi · Murlani · Naftëtari · Sopoti · Tërbuni · Veleçiku

Groep B (zuid): Butrinti · Delvina · Devolli · Këlcyra · Luftëtari · Maliqi · Memaliaj · Oriku · Shkumbini · Tomori · Turbina ·